# Yusif Eyvazov
Yusif Eyvazov (Algeri, 2 maggio 1977) è un tenore azero.

## Biografia
Nato ad Algeri in Algeria e cresciuto a Baku, in Azerbaigian, all'epoca in territorio dell'Unione Sovietica, suo padre era un ingegnere metallurgico e docente universitario, una volta diplomato non avendo ancora le idee chiare sul suo futuro decise di seguire le orme del padre iscrivendosi ad Ingegneria. Durante gli anni in facoltà si fece notare da una sua accompagnatrice perché durante una feste decise di non rifiutare l'invito a cantare.
Dopo aver convinto i genitori sulla sua dote si presentò in conservatorio dove iniziò a studiare canto senza però abbandonare gli studi universitari. Inizialmente fedele al genere pop, iniziò ad abbandonarlo in favore della Lirica quando rimase "folgorato" da una diretta televisiva di Montserrat Caballé dal Bol'šoj.
Da allora la sua dedizione allo studio fu costante tanto che fu consigliato dal suo maestro di canto ad emigrare in Italia per approfondire ed immergersi nella cultura operistica.
Yusif sbarcò a Milano nel 1997 con appena l'equivalente di 4000 € donatogli dal padre e per pagarsi gli studi fece il cameriere.
Il debutto sul palcoscenico avvenne nel 2010 proprio nel Teatro Bol'šoj, con Cavaradossi nella Tosca di Puccini.

## Vita privata
Dal 2014 al 2024 ha avuto una relazione con il soprano Anna Netrebko, conosciuta all'Opera di Roma. I due si sono sposati il 29 dicembre 2015 al Palais Coburg di Vienna. Il 26 giugno 2024 entrambi hanno rilasciato un comunicato sulla loro separazione in maniera consensuale e in via amicale. 

## Repertorio
| Ruolo                | Titolo                | Autore      |
| -------------------- | --------------------- | ----------- |
| Don Josè             | Carmen                | Bizet       |
| Herman               | La dama di picche     | Čajkovskij  |
| Maurizio di Sassonia | Adriana Lecouvreur    | Cilea       |
| Andrea Chénier       | Andrea Chénier        | Giordano    |
| Canio/Pagliaccio     | Pagliacci             | Leoncavallo |
| Turiddu              | Cavalleria rusticana  | Mascagni    |
| Renato Des Grieux    | Manon Lescaut         | Puccini     |
| Rodolfo              | La bohème             | Puccini     |
| Mario Cavaradossi    | Tosca                 | Puccini     |
| Dick Johnson         | La fanciulla del West | Puccini     |
| Luigi                | Il tabarro            | Puccini     |
| Calaf                | Turandot              | Puccini     |
| Macduff              | Macbeth               | Verdi       |
| Manrico              | Il trovatore          | Verdi       |
| Riccardo             | Un ballo in maschera  | Verdi       |
| Don Alvaro           | La forza del destino  | Verdi       |
| Don Carlo            | Don Carlo             | Verdi       |
| Radamès              | Aida                  | Verdi       |
| Otello               | Otello                | Verdi       |